# مخطوطة بايسنقر للشاهنامه

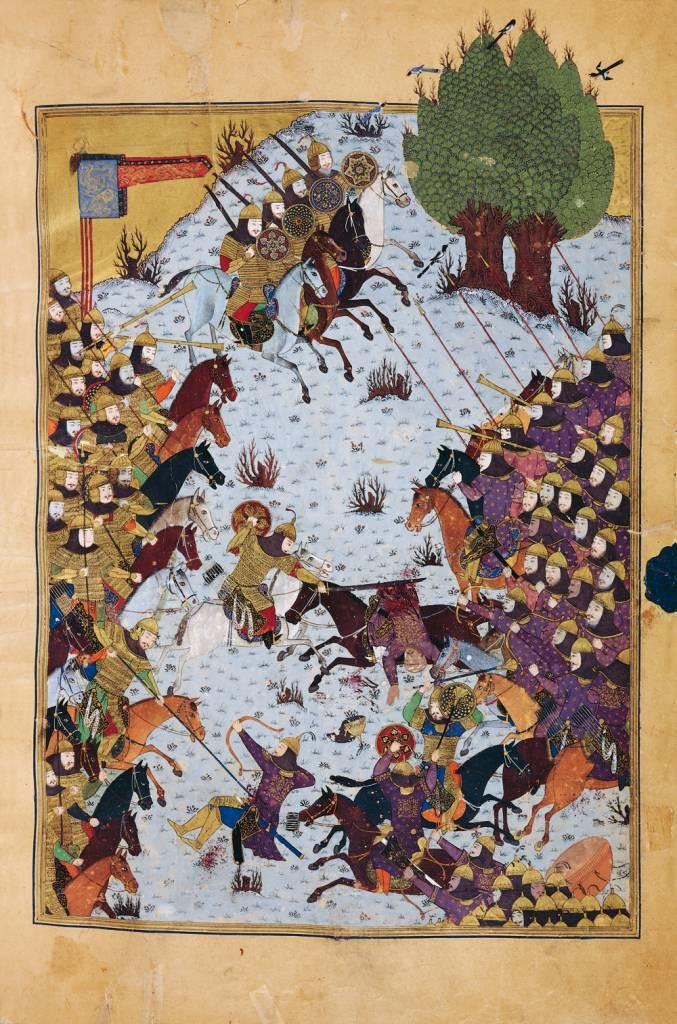
مشهد معركة من مخطوط بايسنقر للشاهنامه ، معركة كاي خسرو وأفراسياب

مخطوطة بايسنقر للشاهنامه (بالفارسية: شاهنامه بایسنقری) هي مخطوطة مصورة للشاهنامه ، الملحمة الوطنية لإيران الكبرى . بدأ العمل على هذه المخطوطة سنة 1426 بأمر بايسنقر ميرزا الأمير التيموري، واكتملَت في 5 جمادى الأولى 833 هـ (31 كانون الثاني 1430 م). وهي الآن موجودة في متحف قصر جولستان في طهران بإيران، وتعتبر تحفة فنية رئيسة في فن المنمنمات الفارسية.
وفقًا للمقدمة، التي يبدو أن بايسنقر كتبها بنفسه لهذا المجلد، وعادةً ما تُنسخ في المخطوطات اللاحقة، لم تكن نسخة من مخطوطة سابقة، بل أُعدَّت عن طريق مقارنة العديد من المخطوطات القديمة. لم يكن الغرض من هذه المقارنة هو تحقيق قدر أكبر من الإخلاص لشاهنامة الفردوسي الأصلية، بل كان تحديث لغة النص وإضافة أبيات شعرية إليه. وبسبب هذا، فإن مخطوطة شاهنامه بايسنقر هي واحدة من أكبر مخطوطات الشاهنامه، حيث تتكون من حوالي 58000 بيتًا (تتكون النسخة الحالية من الشاهنامه من حوالي 50000 بيتًا). إن قيمة هذه المخطوطة لا تكمن في نصها، بل في فنها. كتبها جعفر التبريزي بخط النستعليق، وتحتوي على 31 سطرًا في كل صفحة، و346 ورقة، و21 لوحة مخطوطة على طراز مدرسة هرات، وهي من أهم الأعمال التي تنتمي إلى هذه المدرسة. وُضع النص في 6 أعمدة، وهو إشارة إلى التقاليد. كانت نصوص الشاهنامه المعاصرة بالأسلوب الحديث مكتوبة في أربعة أعمدة. كانت كتب الشاهنامه السابقة تحتوي على صفحات أقل ورسوم توضيحية أكثر. كما أنتج مشغل باينسقر أيضًا شاهنامة بدون أي رسوم توضيحية قبل هذه. مع إنتاج هذه الشاهنامة السابقة وشاهنامة بايسنقر الأحدث، اُستُكشفَت آفاق جديدة في تصميم الكتب خلال الفترة التيمورية. بجانب ما يسمى مخطوطة ديموت للشاهنامه وشاهنامه الطهماسبية، فإن شاهنامه بايسنقر هي واحدة من أهم وأشهر مخطوطات الشاهنامه. وقد عُرضت في لندن عام 1931، وفي معرض روائع الرسم الفارسي في متحف طهران عام 2005.

## المنمنمات
كانت اللوحات المخطوطة المعروفة باسم "المنمنمات" الموجودة في شاهنامه بايسنقر مُنفَّذَة بشكل جيد وبألوان زاهية وخطوط واضحة كانت ثورية في ذلك الوقت. يحتوي الكتاب على 20 صورة توضيحية بالإضافة إلى صورة مزدوجة للصفحة الأولى، على عكس الإصدارات الأخرى التي قد تحتوي على أكثر من 100 صورة. من المفترض أن يتوافق الرسم التوضيحي مع النص المصاحب. ومع ذلك، نظرًا لوجود عدد قليل جدًا من الرسوم التوضيحية، فإن إدراجها يعطي الانطباع بأن المقاطع المقابلة لها ذات أهمية أكبر نسبيًا. ومن المرجح أن يكون بايسنقر قد اختار 21 موضوعًا للمنمنمات بنفسه. العديد من هذه الخيارات هي خيارات غير عادية للرسوم التوضيحية، والعديد منها يتعلق بموضوع الأمير الذي لا يتوق إلى الميراث (الذي لا يرث أبدًا). تُظهر الصفحة الأولى أميرًا وهي على الأرجح صورة لبايسنقر. هناك صور أخرى محتملة للأمير في جميع المنمنمات، لكنها جميعها تُظهر الأحداث التي وقعت قبل حكمه وميلاده. وتتبع الرسوم التوضيحية تقليد الشاهنامة في معظم معانيها. هناك 6 مشاهد للتتويج، و 9 مشاهد للمعركة أو القتل. تحتوي جميع الشاهنامة على هذه الزخارف، وبدونها لن تكون مؤهلة حقًا لتكون كتابًا للملوك (شاهنامه). تظهر بعض المنمنمات أفكارًا جديدة لم تكن موجودة في إصدارات الشاهنامه السابقة. ومنها تولي لوهراس العرش، والقتال بين رستم وبارزو، ومصافحة رستم وإسفنديار، ووقوع جولنار في حب أردشير، وإهداء يزدجرد بهرام جور لمنذر العربي. على الرغم من أن هذه المشاهد جديدة، إلا أن أيقوناتها وأسلوبها ليسا كذلك لأنها مستوحاة من الزخارف التقليدية. يبلغ حجم الصفحة حوالي 38 × 26 سم، وكان حجمها كبيرًا بشكل غير عادي في تلك الفترة، وتملأ العديد من المنمنمات الصفحة بأكملها، مع وجود الصفحة الأولى على صفحتين. في كلا هذين الجانبين من التصميم، تظهر هذه المخطوطة الاتجاه الذي ستتخذه اللجان الملكية اللاحقة.

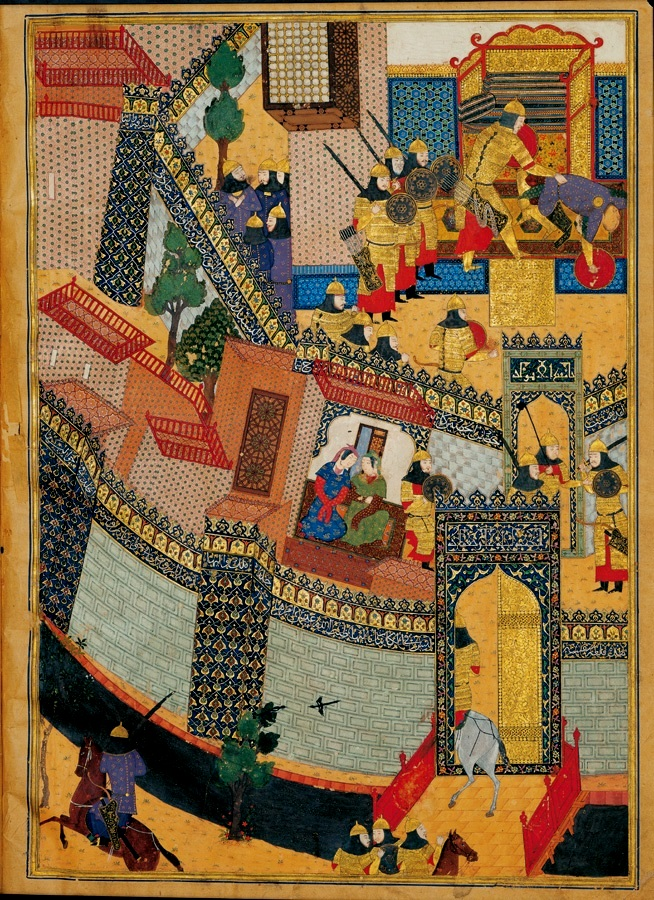
اسفنديار يقتل أرجاسب لإنقاذ أخواته
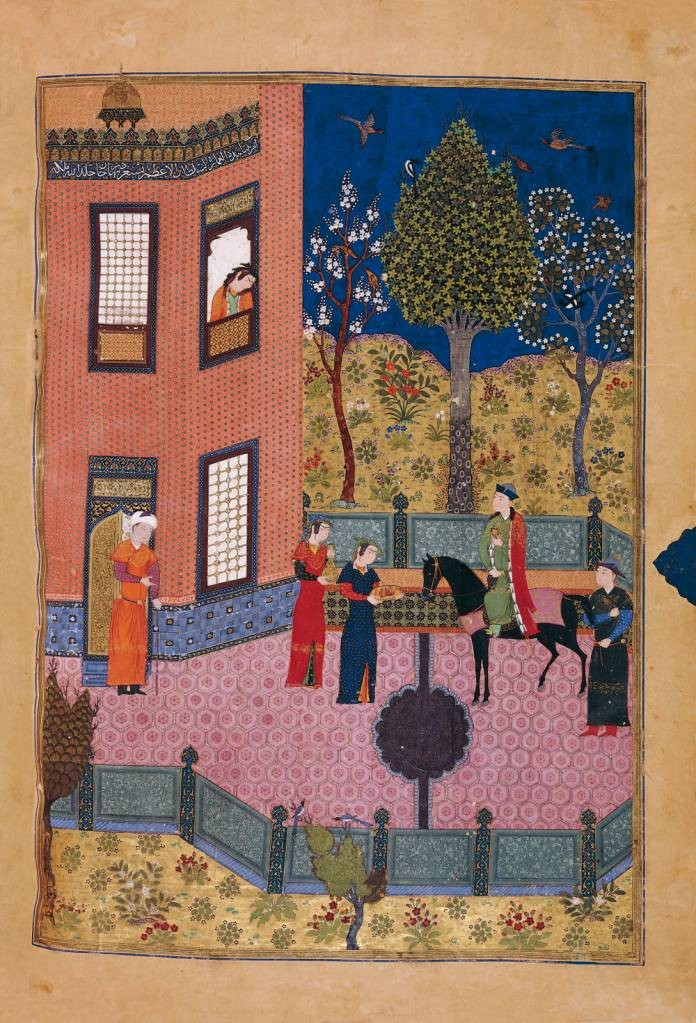
لقاء أردشير مع جولنار
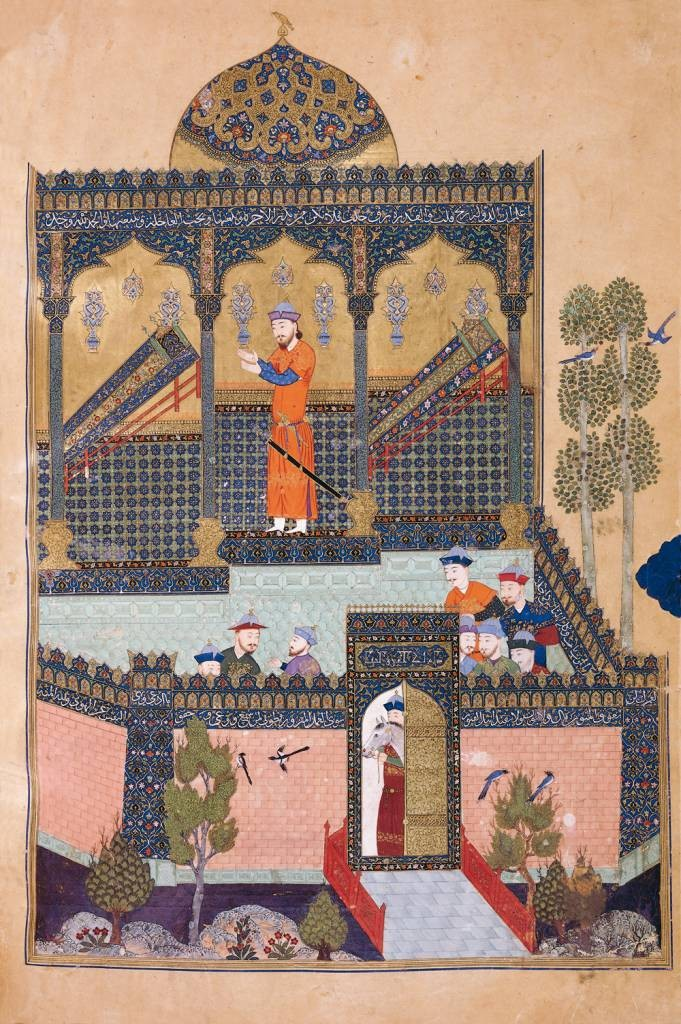
فرامرز بن رستم ينعى وفاة والده وعمه زواره
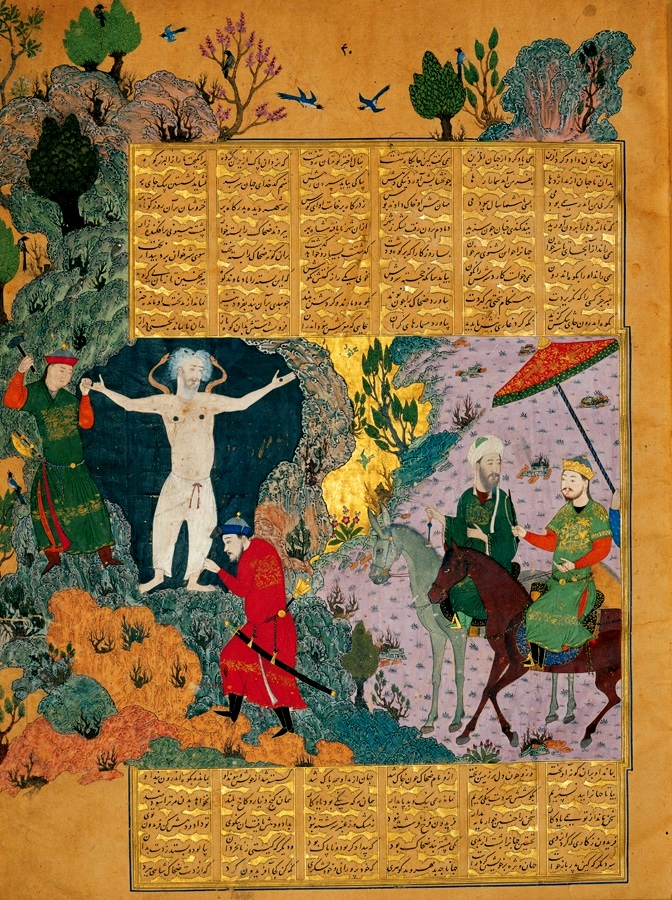
ضحاك مقيدًا على جبل دماوند
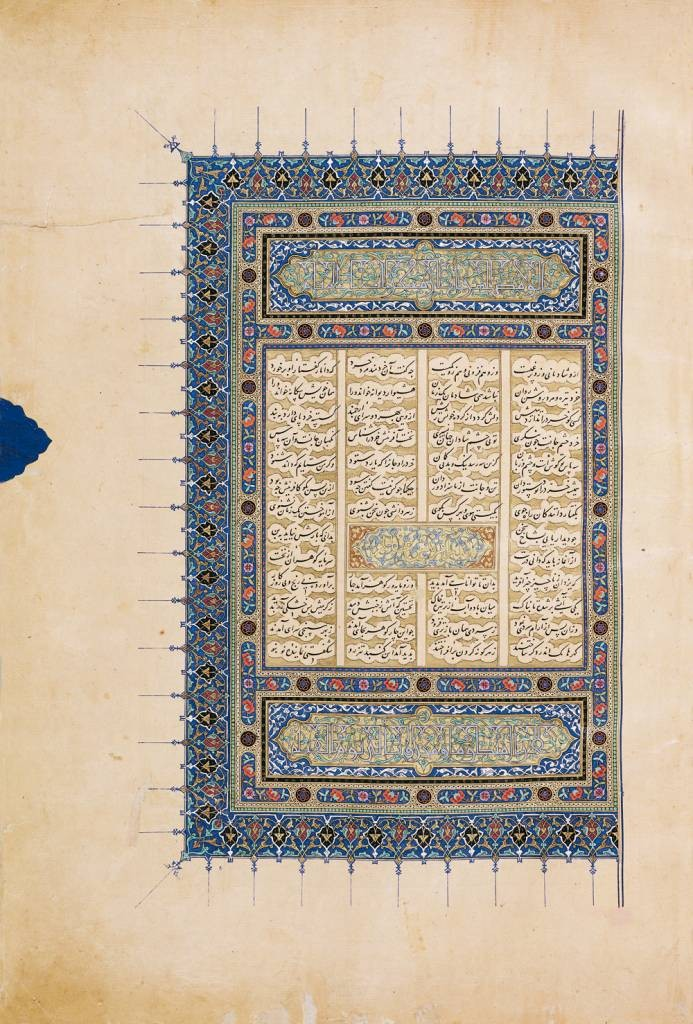
نص شاهنامه (مخطوطة بايسنقر)

## طالع أيضًا
- سجل ذاكرة العالم – آسيا والمحيط الهادئ [الإنجليزية]
- قائمة سجل ذاكرة العالم في إيران [الإنجليزية]

## ملحوظات
1. ↑  مذكور في: الموسوعة الإيرانية. الناشر: جامعة كولومبيا. لغة العمل أو لغة الاسم: الإنجليزية. تاريخ النشر: 1982. الرَّقم التَّسلسليُّ المِعياريُّ الدَّوليُّ (ISSN): 2330-4804.
2. ↑  وصلة مرجع: https://iranicaonline.org/articles/baysongori-sah-nama.
3. ↑  وصلة مرجع: http://www.unesco.org/new/en/communication-and-information/memory-of-the-world/register/full-list-of-registered-heritage/registered-heritage-page-1/bayasanghori-shahnameh-prince-bayasanghors-book-of-the-kings/. الوصول: 12 أبريل 2017.
4. ↑  Titley, 54
5. 1 2  Hillenbrand، Robert. "Exploring a Neglected Masterpiece: The Gulistan Shahnama of Baysunghur". Iranian Studies. ج. 43 ع. Special Issue: Millennium Of The Shahnama Of Firdausi.
6. ↑  "BĀYSONḠORĪ ŠĀH-NĀMA". Iranica. اطلع عليه بتاريخ 2016-02-13.
7. ↑  Blair and Bloom, 59

## قراءة إضافية
- Manz، Beatrice Forbes (2011). "Bāysunghur, Ghiyāth al-Dīn". في Fleet، Kate؛ Krämer، Gudrun؛ Matringe، Denis؛ Nawas، John؛ Rowson، Everett (المحررون). Encyclopaedia of Islam, THREE. Brill Online. ISSN:1873-9830. {{استشهاد بموسوعة}}: الوسيط |ref=harv غير صالح (مساعدة)
- Roemer، H. R. (1989). "Bāysonḡor, Ḡīāṯ-al-Dīn". في Yarshater، Ehsan (المحرر). Encyclopædia Iranica, Volume IV/1: Bāyju–Behruz. London and New York: Routledge & Kegan Paul. ص. 6–9. ISBN:978-0-71009-124-6.